# Burr Oak (Michigan)
Burr Oak è un villaggio degli Stati Uniti d'America, situato nello Stato del Michigan, nella contea di St. Joseph.